# Joachim von Bertrab
Joachim von Bertrab (ur. ?, zm. 28 lutego 1922) – niemiecki as myśliwski z czasów I wojny światowej z 6 potwierdzonymi zwycięstwami powietrznymi.
Służył w Jagdstaffel 30 od początku 1917 roku. Do historii jednostki przeszedł dnia 6 kwietnia 1917 roku. W dniu przystąpienia do wojny Stanów Zjednoczonych Joachim von Bertrab, latając na samolocie Albatros D.III, zestrzelił cztery angielskie samoloty bombowe. Dwa Martinsyde G.100 z No. 27 Squadron RAF, a następnie dwa Sopwith 1½ Strutter z No. 45 Squadron RAF. Piąte i ostatnie zwycięstwo odniósł 15 maja.
12 sierpnia 1917 roku pilotując samolot Albatros D.V, Joachim von Bertrab w czasie ataku na balon obserwacyjny został zaatakowany przez samoloty z No. 40 Squadron RAF. W czasie walki z Edwardem Mannockiem samolot von Bertraba został uszkodzony i zmuszony do lądowania na terytorium wroga. Joachim von Bertrab dostał się do niewoli, w której przebywał do końca wojny.
Joachim von Bertrab zginął w wypadku lotniczym w okolicy Boitzenburg 28 lipca 1922 roku.  Jego wizerunek znalazł się na Sanke Card Nr 516.